# Béatrice Poncelet
 (décembre 2018).
Pour les articles homonymes, voir Poncelet.
Béatrice Poncelet, née le 14 avril 1947 à Neuchâtel, est une auteure et illustratrice suisse de littérature jeunesse et adulte.

## Biographie
Béatrice Poncelet a étudié à l'École des arts décoratifs de Genève, afin d'apprendre la gravure et la tapisserie. Elle a enseigné le cinéma d'animation à l'INA (Paris), et a créé et dirigé un atelier enfants-adultes d'expression graphique à Thorigny-sur-Marne.
Cette formation variée se traduit dans ses ouvrages par l'intégration de multiples techniques qui créent une œuvre originale et identifiable, constituant pour Sophie Van der Linden un « non style ». Les livres de Béatrice Poncelet se démarquent par la variété de leurs formats, et les choix calligraphiques et d'utilisation de l'espace de la page qu'elle y opère. Dans la plupart de ses albums, le texte est écrit à la première personne.

## Ouvrages
- Je reviendrai le dimanche 39, Paris, Albin Michel, 1983
- Je pars à la guerre, je serai là pour le goûter, Paris, Centurion, 1985
- Je, le loup et moi ..., Genève, La joie de lire, 1988
- T'aurais tombé, Paris, Syros Alternatives, 1989
- Fée ?, Rennes, Ouest-France, 1991
- Galipettes, Paris, Albin Michel, 1992
- Chut ! elle lit, Paris, Seuil, 1995
- Chez Elle ou chez elle, Paris, Seuil, 1997
- Chaise ou café, Paris, Seuil, 2000
- ... et la gelée, framboise ou cassis ?, Paris, Seuil, 2001
- les cubes, Paris, Seuil, 2003
- semer, en ligne ou à la volée, Paris, Seuil, 2006
- le panier ..., Pari, Seuil, 2008
- non ! ou l'envol, Paris, Seuil, 2010
- la véranda, Paris, L'Art à la Page, 2011
- MIROIRS, Paris, Thierry Magnier, 2014

## Prix et distinctions
- 1986 : (international) « Honour List »[4] de l'IBBY, Catégorie Auteur, pour Je pars à la guerre, je serai là pour le goûter, qu'elle a également illustré.
- 1987 : « Mention d'Honneur » de la Biennale d'illustration de Bratislava[5] pour Je reviendrai le dimanche 39, qu'elle a écrit et illustré

## Expositions récentes
- « Vois... Lis... Voilà ! », Béatrice Poncelet[6],[7], Musée de l'illustration jeunesse de Moulins, France, janvier - juin 2018.
- « Petite voleuse de mémoires ! », Béatrice Poncelet[8], Médiathèque Françoise Sagan de la Ville de Paris, France, 25 février - 30 mai 2020